# ヤムガイ
ヤムガイ（Yamuγai、? - ?）は、モンゴル帝国に仕えた将軍の一人で、バルグト部の出身。『元史』などの漢文史料では唵木海(ǎnmùhǎi)と記される。

## 概要
ヤムガイは父のボカ（孛合）とともにモンゴル帝国の創始者チンギス・カンに仕え、数多の征服戦争に参加して功績を挙げた。ある時、チンギス・カンが「城を攻略し遠征先を平定するには、どの武器を先ず使うべきであろうか」と周囲に問いかけたところ、ヤムガイは「攻城にはまず炮石（砲弾）を使うべきです。炮石は威力があり、遠方にまで届くためです」と答えたため、この回答に喜んだチンギス・カンはヤムガイを炮手に命じた。
1214年、金朝侵攻の中でチンギス・カンは別働隊を率いる国王ムカリに対し「ヤムガイはかつて攻城には炮石を用いるのが最善の策であると進言した。ヤムガイに炮石の指揮を委ねれば、いかなる城でも破ることができよう」と語ったという。そこで「隨路炮手ダルガチ」とされたヤムガイは500名余りの部下を選抜して炮石の運用を学ばせ、以後諸国の平定に大きく貢献した。
第2代皇帝としてオゴデイが即位すると、ヤムガイは前線を離れてオゴデイの側近くに仕え、武芸を講義した。その後、1232年からはクチュを総司令とする南宋遠征に加わった。第4代皇帝としてモンケが即位すると、1252年にヤムガイは都元帥に昇格となり、さらに1253年からはフレグの西征に従軍することになった。ヤムガイはこの遠征で西アジアの諸城の攻略に功績を挙げた、その途上で亡くなり、息子のテムデルが後を継いで炮手総管となった。
1276年よりテムデルはバヤンを総司令とする南宋遠征に従軍し、南宋の首都臨安が陥落した際にはマングタイらとともに300の兵を率いて南宋の宮廷に突入し、伝国璽を確保する功績を挙げた。この功績によってテムデルはジャルグチに任ぜられ、炮手総管の地位はその息子クトゥダルに継がせた。1273年より、ヤムガイは昭勇大将軍炮手万戸とされ、平江で生じた叛乱鎮圧を命じられた。この叛乱鎮圧戦で、テムデルとクトゥダル父子は敵陣に突入して叛乱軍の首魁戴太尉を斃し、朱太尉を捕虜とする功績を挙げ、クビライからも賞賛を受けた。テムデルは1274年に平江路ダルガチとなり、その後徽州・湖州を歴任した後亡くなった。クトゥダルもまた後に炮手万戸からダルガチとなり、亡くなっている 。